# Jägerhausseen
Die Jägerhausseen sind zwei kleine Baggerseen im Karlsruher Stadtteil Waldstadt. Beim Abbau von Kies und Sand entstanden, sind sie in der Gegenwart Teil des naturnahen Stadtteilparks Jägerhausseen.

## Lage
Die Waldstadt ist ein Karlsruher Stadtteil, der ab den 1960er Jahren rund 4 Kilometer nordöstlich der Innenstadt erbaut wurde. Der Stadtteilpark Jägerhausseen liegt nördlich des Stadtteilzentrums auf einer annähernd dreieckigen Fläche mit Seitenlängen zwischen 330 und 470 Metern. Während der Nordteil des Parks überwiegend von einer Wiese eingenommen wird, sind im Süden zwei Baggerseen, die durch einen schmalen Damm getrennt werden. Der Wasserspiegel der Seen liegt mit rund 109 m ü. NHN etwa 5 Meter unter dem weitgehend ebenen Gelände.
Der nördliche See hat eine ungefähr quadratische Form mit Seitenlängen von 100 und 120 Metern. Im Südosten ragen zwei kleine Landzungen in den See. Der südliche See ist circa 260 Meter lang und rund 80 Meter breit. Nach Osten spaltet er sich in zwei Buchten auf; die südliche Bucht ist die deutlich größere. 
Beide Seen haben sowohl flache als auch steile Uferbereiche und Böschungen. Steilere Partien sind mit Brombeergestrüpp und einzelnen Bäumen bewachsen. Verlandungsbereiche werden teilweise von kleinen Röhrichtgürteln eingenommen. In Flachwasserzonen wachsen unter anderem Gelbe Teichrose und Laichkraut. Am nördlichen See sind Uferbereiche durch Freizeitnutzung weitgehend vegetationsfrei.
Der Stadtteilpark entstand zwischen 2005 und 2008. Dabei wurde die Wiese im Norden angelegt und die Bepflanzung mit Bäumen ergänzt. Der Park wird nicht intensiv gärtnerisch gepflegt. Das Gelände ist Eigentum der Stadt Karlsruhe; die Seen werden vom Sportfischer-Club Karlsruhe-Hagsfeld genutzt.

## Geschichte
Zur Geschichte der Baggerseen liegen nur wenige, zum Teil widersprüchliche Informationen vor. Laut einer Veröffentlichung des Karlsruher Stadtarchivs ist in einem Plan von 1756 eine Sandgrube des Christian Müller im Bereich des südlichen Sees eingezeichnet. Der nördliche See hieß ursprünglich nach dem ersten Eigentümer Hofmann-See, hier wurde der Sandabbau in den 1960er Jahren eingestellt. In der Topographischen Karte von 1938 sind zwei Sandgruben vermerkt, in der südlichen Grube ist ein See dargestellt. In einem Anfang der 1960er Jahre entstandenen Luftbild ist der südliche See vollständig von Vegetation umgeben; am nördlichen See sind Sand- oder Kiesflächen erkennbar.
Der Name Jägerhausseen geht zurück auf das in den 1860er Jahren errichtete Jägerhaus am Rand des Hardtwalds, der damals als abgesonderte Gemarkung Jagdrevier des badischen Großherzogs war. Das Haus lag an der heute weitgehend zurückgebauten Straße von Durlach über Hagsfeld nach Eggenstein. Im Jägerhaus lebte zunächst die Familie eines großherzoglichen Hofjägers, der nach der Novemberrevolution 1918 als Revierförster bezeichnet wurde. Das Jägerhaus wurde 1963 beim Bau der Waldstadt abgerissen. Bereits 1926 war wenige Meter entfernt auf der angrenzenden Hagsfelder Gemarkung eine Gaststätte erbaut worden, die sich unter dem Namen Neues Jägerhaus zu einem beliebten Ausflugslokal entwickelte. Das Haus lag auf dem Grundstück der südlichen Sandgrube. Die Gaststätte, ab den 1980er Jahren als Jägerhaus bezeichnet, schloss 2003; das Gebäude wird in der Gegenwart als Wohnhaus genutzt.
Der westlich angrenzende, als Waldlage bezeichnete Teil der Karlsruher Waldstadt wurde 1963/64 fertiggestellt. Zeitgleich ging eine neue Strecke der Karlsruher Straßenbahn in Betrieb, deren Endhaltestelle Jägerhaus südwestlich der Seen lag. 2000 wurde die Strecke nach Norden verlängert. Die neue Trasse verläuft in zwei gegenläufigen Bögen zwischen dem südlichen See und der ehemaligen Gaststätte Jägerhaus.
Beim Bau der Waldstadt wurde der südliche See in die Regenwasserkanalisation einbezogen. Nordwestlich des Sees liegt ein unterirdisches Regenklärbecken, von dem aus Wasser zum Pfinz-Entlastungskanal rund einen Kilometer weiter nördlich gepumpt wird. Bei starkem Regen oder Hochwasser im Kanal wird Wasser im südlichen See zwischengespeichert.
Der Landschaftsökologe Johannes Stephan nannte die Jägerhausseen in seiner 1974 erschienenen Habilitationsschrift ein instruktives Beispiel für ein neu entstandenes Ökotop. In flachen Uferbereichen hatte sich durch Sukzession ein Schilfgürtel und eine Seggenzone entwickelt. Angrenzend wuchsen  Weiden, Kiefern und Birken. An den Seen lebten Blässhühner, Tauben, Möwen, Große Königslibellen, Wasserkäfer und Wasserwanzen. Die heute vom östlichen Teil der Waldstadt (Feldlage) und dem Wohngebiet Geroldsäcker eingenommenen Flächen wurden damals noch landwirtschaftlich genutzt. Stephan empfahl angesichts der weiter ausgreifenden Bebauung, die Seen zu erhalten. Zudem plädierte er für ein Ende der Einleitungen aus der Kanalisation, da dies die Artenvielfalt beeinträchtige.

### LUBW
Amtliche Online-Gewässerkarte mit passendem Ausschnitt und den hier benutzten Layern: Jägerhausseen

Allgemeiner Einstieg ohne Voreinstellungen und Layer: Daten- und Kartendienst der Landesanstalt für Umwelt Baden-Württemberg (LUBW) (Hinweise)
1. 1 2 3  Höhe nach dem Digitalen Geländemodell der Amtlichen Online-Gewässerkarte.
2. 1 2  Seefläche nach dem Layer Stehende Gewässer.
3. 1 2 3 4  Dimensionen abgemessen auf dem Hintergrundlayer Topographische Karte.
4. 1 2  Seetiefe nach dem Layer Stehende Gewässer.
5. ↑  Natur nach dem Layer Biotop.

### Andere Belege
1. 1 2 3 4  Volker C. Ihle: Gastwirtschaft, Straße, Seen und Haltestelle. Das historische "Jägerhaus" und seine Namensträger. In: Stadtarchiv Karlsruhe (Hrsg.): Blick in die Geschichte, Nr. 134 (18. März 2022).
2. ↑  Topographische Karte 1:25.000, Blatt 6916 Karlsruhe, Ausgabe 1936. (online bei susudata.de).
3. ↑  Stadtarchiv Karlsruhe 8/Alben 3 VIII 4 in: Ihle: Gastwirtschaft, Straße, Seen und Haltestelle.
4. ↑  Pascal Schütt: Wellenwarnung am Baggersee. In: Badische Neueste Nachrichten, 30. April 2022 (99/2022), S. 28.
5. ↑  Johannes Stephan: Die Landschaftsentwicklung des Stadtkreises Karlsruhe und seiner näheren Umgebung. Landschaftsökologische Studie. (=Bonner Geographische Abhandlungen, 48) Bonn, 1974, ISBN 3-427-75481-2, S. 124 f.